# Haruka Mitsurugi in Big Crisis! - 1

Haruka Mitsurugi in Big Crisis! - 1 (御剣ハルカ危機一髪!　前編) es una película japonesa, del 29 de marzo de 2008, producida por Zen Pictures. Es la primera parte de una saga de dos películas. Es una película del género tokusatsu, de acción y aventuras, con artes marciales, protagonizada por Ayaka Tsuji, Yuuki Kurata y Rie Teduka, y dirigido por Toru Kikkawa. La película posee una segunda parte lanzada el 9 de mayo de 2008.
El idioma es en japonés, pero también está disponible con subtítulos en inglés, en DVD o descargable por internet.

## Argumento
Una chica del instituto de secundaria, Haruka Mitsurugi, ha sido transferida de otro instituto por un determinado propósito. Haruka ha realizado ya, grandes hazañas protegiendo a otras chicas estudiantes de ataques de delincuentes en sus primeros días de escuela. Una vez los delincuentes ven que Haruka acompaña y protege a esta chica, el cerebro de los delincuentes, vestido de negro, irá pronto en contra de ella. Haruka es atacada y atrapada, pero la presidenta de estudiantes, Kanata Toudo que sigilosamente la observaba, le ayudará a escapar. 